# Blenheimský palác
Blenheimský palác je rozlehlé a velkolepé anglické venkovské sídlo, umístěné v městečku Woodstock, v hrabství Oxfordshire. Kromě královských a biskupských rezidencí se jedná o jediné venkovské sídlo v Anglii, které má oprávnění nazývat se palácem. Jeho budova a okolní zahrady jsou od roku 1987 uvedeny na seznamu světového dědictví UNESCO.
Postaven byl v letech 1705–1724 jako dar anglického národa pro vojevůdce a politika Johna Churchilla, vévodu z Marlborough po jeho důležitém vítězství nad francouzsko-bavorskou armádou v bitvě u Höchstädtu v roce 1704 (v anglofonním světě známá jako bitva u Blenheimu).
Palác byl vybudován podle projektu architekta Johna Vanbrugha v poměrně vzácném stavebním slohu anglického baroka jako rodinné sídlo, které je ale jedinečným způsobem kombinováno s jeho využitím jako hrobky a zároveň také národní památky. Blenheim je také rodištěm a původním domovem sira Winstona Churchilla, dřívějšího ministerského předsedy, či jeho prasynovce Johna Spencer-Churchilla, 11. vévody z Marlborough.

## Historie

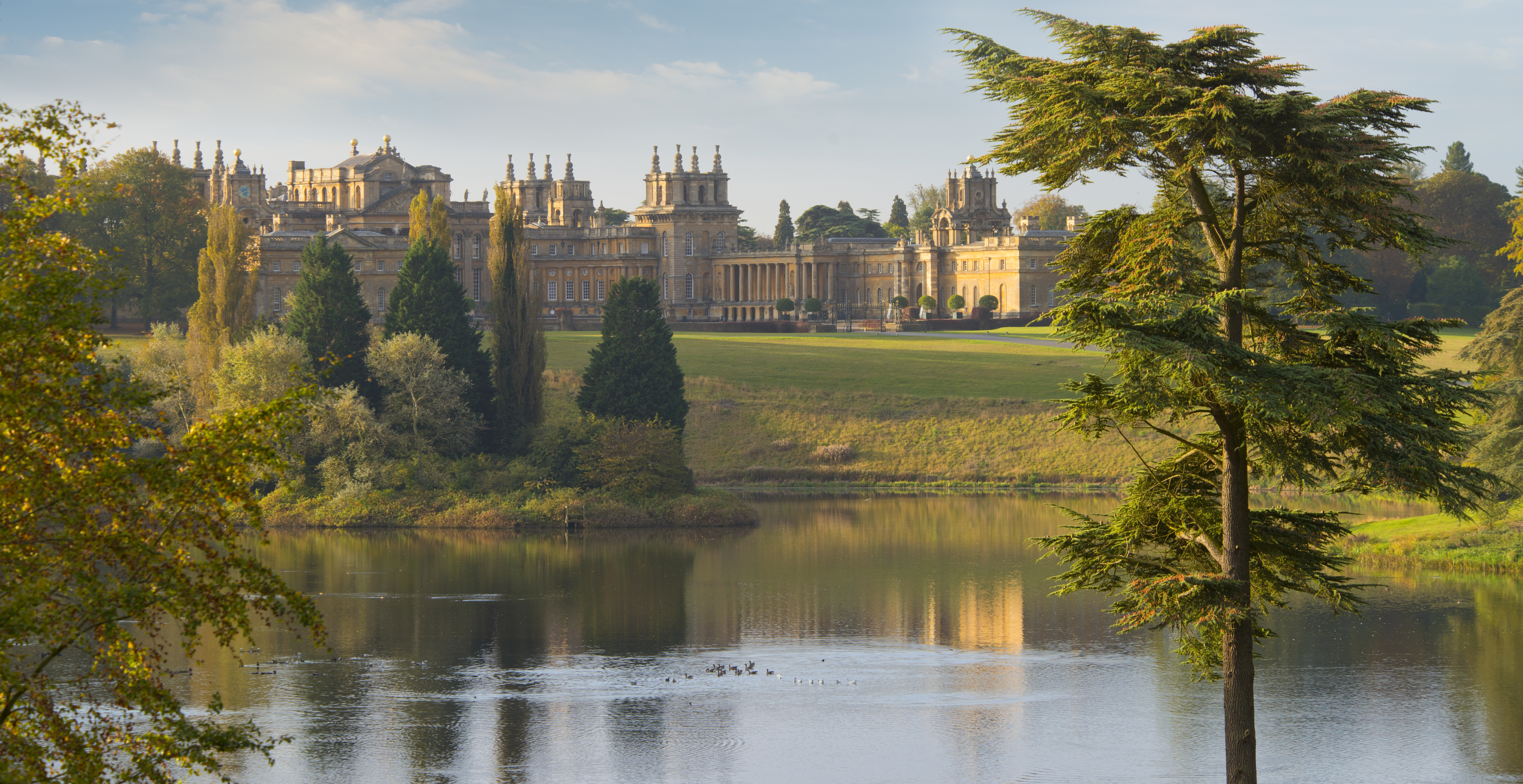
Blenheimský palác z parku

Po mnoha důležitých vítězstvích ve válce o španělské dědictví se stal John Churchill národním hrdinou. Významnou politickou pozici si v zemi udržoval také prostřednictvím své ženy Sarah Churchillové, která byla blízkou přítelkyní a důvěrnicí královny Anny. I z tohoto důvodu panovnice darovala roku 1705 vévodovi královské panství Hensington, aby na něm vystavěl své sídlo. Na jeho vybudování přispěl značnou částkou i britský parlament. V době, kdy Marlborough válčil v Evropě, se na projektování budovy podílela také jeho manželka Sarah, která měla časté konflikty z architektem Johnem Vanbrughem. Jeho cílem bylo vytvořit velkolepý památník anglického národa, zatímco ona usilovala spíše o praktické rodinné sídlo.

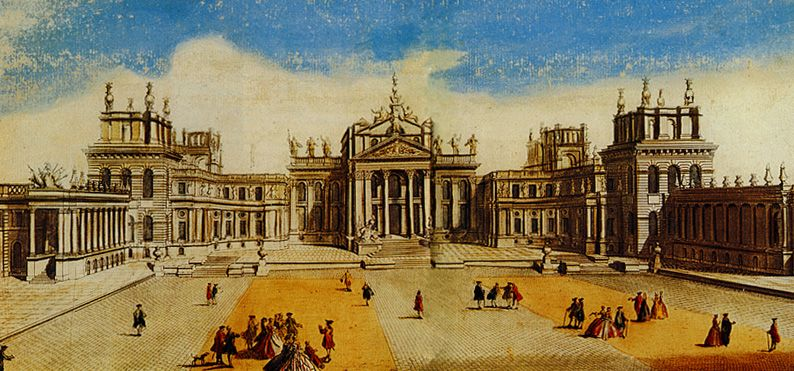
Nádvoří blenheimského paláce na rytině z 18. století

V roce 1710 padla vláda Marlboroughových spojenců whigů a v té době také ztratila jeho žena vliv na královnu. V důsledku těchto událostí stát zastavil financování stavebního projektu a v roce 1712 byly na něm přerušeny všechny práce. Ke konci roku 1712 dokonce vévoda, který ztratil své pozice na královském dvoře a byl obviněn ze zpronevěry, odjel do dobrovolného exilu na evropský kontinent. Po smrti královny Anny se Marlborough roku 1714 vrátil do vlasti a rozhodl se na vlastní náklady stavbu dokončit. Dokončení prací převzal architekt Nicholas Hawksmoor, vliv na podobu paláce v závěrečné etapě jeho stavby, zvláště po vévodově smrti v roce 1722, měla opět jeho manželka Sarah Churchillová.
Vévodský rod Marlboroughů nebyl nikdy příliš bohatý, a proto po smrti svého zakladatele Johna Churchilla museli jeho potomci postupně v 19. století rozprodávat ostatní rodinný majetek, aby si Blenheimský palác mohli ponechat. Tísnivou finanční situaci rodu zachránil nakonec Charles Spencer-Churchill, devátý vévoda z Marlborough, který se v roce 1896 oženil s Consuelou Vanderbiltovou, bohatou dědičkou amerického železničního magnáta Williama Vanderbilta. Tento sňatek s rozumu odvrátil rodinný bankrot Marlboroughů a umožnil provést nákladnou opravu paláce.
Ten v současné době stále obývají potomci jeho zakladatele, kteří se rozhodli část jeho prostor i s okolním parkem komerčně využívat. Návštěvníci tak zde mohou navštívit mimo jiné motýlí dům, kde létají exotičtí motýli, zahradní bludiště, miniaturní železniční dráhu, restauraci a jiné atrakce. V paláci se pořádají například také svatby, konference a hudební představení.

## Park
Původní úprava parku byla barokní zahrada ve stylu Le Notreho, tu navrhli Vanbrugh a Wise. Park byl později výrazně upraven nejvlivnějším zahradním architektem ve vývoji anglického parku Lancelotem 'Capability' Brownem v romantizujícím stylu anglické zahrady.